# In ogni senso
In ogni senso is het vijfde studioalbum van de Italiaanse zanger Eros Ramazzotti. Het werd uitgebracht in april 1990. Het album betekende de ware doorbraak van Ramazzotti buiten de grenzen van zijn vaderland. Zo stond de eerste single van het album, Se bastasse una canzone, wekenlang in de top van de Europese hitlijsten. Thans wordt het album nog steeds gezien als belangrijke vertegenwoordiger van de Italiaanse popmuziek in de rest van de wereld.
Voor het album werkte Ramazzotti samen met een aantal bekende producers, waaronder Celso Valli, Maurizio Bassi en Adelio Cogliati. Op het album werden twee duetten geplaatst, het eerste met Antonella Bucci, Amarti è l'immenso per me, dat ook als single werd uitgebracht. In het tweede, Andare... in ogni senso, een jazzachtig nummer, zingt Ramazzotti samen met Piero Cassano.
Dolce Barbara droeg Ramazzotti op aan een overleden meisje (Barbara di Caserta, zoals aangegeven op het album), nadat de moeder van het meisje hem had gevraagd iets te schrijven ter nagedachtenis aan haar. In een ander nummer op het album, Cantico, haalt Ramazzotti het religieuze thema aan over wat er zou veranderen op aarde indien Christus nog op deze wereld zou zijn, gezien alle problemen waarmee de wereld onverminderd kampt. De laatste zinsnede van dit nummer, Laudato si', dat gezongen wordt door het achtergrondkoor, is een citaat uit het Zonnelied van de heilige Franciscus van Assisi. Het nummer Taxi Story verhaalt over de taxichauffeur Guido in Rio de Janeiro en over diens dagelijkse beslommeringen in de kantlijn van de samenleving, zonder daarbij zicht te hebben op een beter bestaan.
De zinsnede in ogni senso komt overigens veertien keer op het album voor; slechts één keer in de titel van een nummer.
In juni 1990 volgde de Spaanstalige versie van het album, En todos los sentidos.

## Nummers Europese versie
1. Se bastasse una canzone
2. C'è una strada in cielo
3. Amore contro
4. Dammi la luna
5. Taxi Story
6. Dolce Barbara
7. Amarti è l'immenso per me (duet met Antonella Bucci)
8. Canzoni lontane
9. Cara prof
10. Cantico
11. Oggi che giorno è
12. Andare... In ogni senso (duet met Piero Cassano)

## Nummers Amerikaanse versie
Op 9 juli 1991 werd een album onder deze naam uitgebracht in de Verenigde Staten van Amerika bij Arista Records. Hierop stonden meer nummers dan op de originele Europese versie, afkomstig van eerdere albums van Ramazzotti. De eerste twaalf nummers waren hetzelfde, maar extra waren:
- La luce buone delle stelle
- Ma che belle questo amore
- Adesso tu
- Una storia importante